# Felsőpalojta
Felsőpalojta (szlovákul: Horné Plachtince) község Szlovákiában, a Besztercebányai kerületben, a Nagykürtösi járásban.

## Fekvése
Nagykürtöstől 7 km-re északnyugatra fekszik, a Palojta-völgy legészakibb települése.

## Története
Területén a régészeti leletek tanúsága szerint a korai bronzkorban a lausitzi kultúra népe lakott, a vaskorban a la-théne-i kultúra települése, később kelta település állt itt.
1243-ban "Palatha" néven említik először. 1245-ben "Palatha", 1337-ben "Palatha Superior" néven említik. Első ismert birtokosai a Tardos nemzetség Palojtai ágának tagjai voltak, akik valószínűleg már a tatárjárás előtti időkben birtokolták a Palojta birtok egy részét, melyet 1244 körül Pósa fiai Tardos és Sándor négy és fél márkáért átengedtek Roland sági prépostnak. (Fejér VII. I. 286. IV. 3. 243.) 1245-től a sági prépostság birtoka. 1275-ben vámszedési jogot, majd mint mezőváros vásártartási jogot kapott. 1332-ben a pápai tizedjegyzék már említi Szent Márton tiszteletére szentelt templomát is. A középkorban Palothának és Prépostpalojtájának is nevezték. 1465-ben ismét vásártartási jogot kapott. Később a régi Palojta területén három község: Alsó- Közép- és Felsőpalojta keletkezett, melyek közül utóbbi a legészakabbra fekvő település. A 16. században a Simonffy család birtoka. 1685-ben elfoglalta a török. 1715-ben 3 kúria és 26 ház állt a településen. 1828-ban 50 házában 300 lakos élt. A 19. században a rozsnyói káptalan faluja volt. Lakói mezőgazdasággal, gyümölcstermesztéssel foglalkoztak.
Vályi András szerint "Alsó, Felső és Középső Palojta. Három tót faluk Hont Vármegyében, Alsónak földes Ura a’ Rozsnyói Káptalanbéli Uraság, Felsőnek, és a’ Középsőnek pedig több Uraságok, mellyek Alsó Palojtának filiájik, Középsőnek Ispotállya is van; lakosaik katolikusok, és evangelikusok, határbéli földgyeik közép termékenységűek, mivel valamennyire hegyesek. Alsó Palojtának fája nints, más egyéb javaik is lévén, második osztálybéliek."
Fényes Elek szerint "Palojta (Felső), tót falu, Honth vmegyében, 48 kath., 275 evang. lak. F. u. többen."
A trianoni békeszerződésig Hont vármegye Ipolynyéki járásához tartozott.

## Népessége
| Év:            | 1994. | 2004.    | 2014.   | 2024.   |
| -------------- | ----- | -------- | ------- | ------- |
| Emberek száma: | 216   | 193      | 210     | 209     |
| Eltérés:       |       | -10,64 % | +8,80 % | -0,47 % |

| Év:            | 2023. | 2024.   |
| -------------- | ----- | ------- |
| Emberek száma: | 208   | 209     |
| Eltérés:       |       | +0,48 % |

1910-ben 311, túlnyomórészt szlovák lakosa volt.
2001-ben 202 lakosából 197 szlovák volt.
2011-ben 207 lakosából 199 szlovák.
2021-ben 210 lakosából 200 szlovák, 3 magyar (1,43%), 1 cseh, 1 lengyel, 5 ismeretlen nemzetiségű.

## Nevezetességei
- A faluban tájház található.

## Híres emberek
- Itt született 1945. augusztus 28-án Milan Kňažko szlovák színész, politikus.

## Külső hivatkozások
- Községinfó
- Felsőpalojta Szlovákia térképén
- E-obce.sk Archiválva 2008. február 7-i dátummal a Wayback Machine-ben